# Boarmia fuscomarginaria
Boarmia fuscomarginaria är en fjärilsart som beskrevs av John Henry Leech 1891. Boarmia fuscomarginaria ingår i släktet Boarmia och familjen mätare. Inga underarter finns listade i Catalogue of Life.